# 2006 в Україні

## Засновані; збудовані
- Церква святого Володимира Великого (Красилів)
- Церква святого апостола Луки (Ставчинці)
- Церква Різдва Пресвятої Богородиці (Хмельницький)